# 9E busz (Zalaegerszeg)
A zalaegerszegi 9E jelzésű autóbusz az Autóbusz-állomástól Páterdomb, Szegfű utcáig közlekedik, kizárólag munkanapokon reggel. A vonalat a Volánbusz üzemelteti.

## Útvonala
| Autóbusz-állomás → Páterdomb, Szegfű utca                                                                                   |
| --- |
| Autóbusz-állomás vá. – Balatoni út – Berzsenyi Dániel utca – Báthori István utca – Szegfű utca – Páterdomb, Szegfű utca vá. |

## Megállóhelyei
| 0 | Autóbusz-állomás induló végállomás       |                          |
| 3 | TESCO                                    | 2, 2A, 2Y, 2R, 9, 9U, C2 |
| 8 | Páterdomb, Szegfű utca érkező végállomás | 9, 9U                    |